# 阿萨德家族

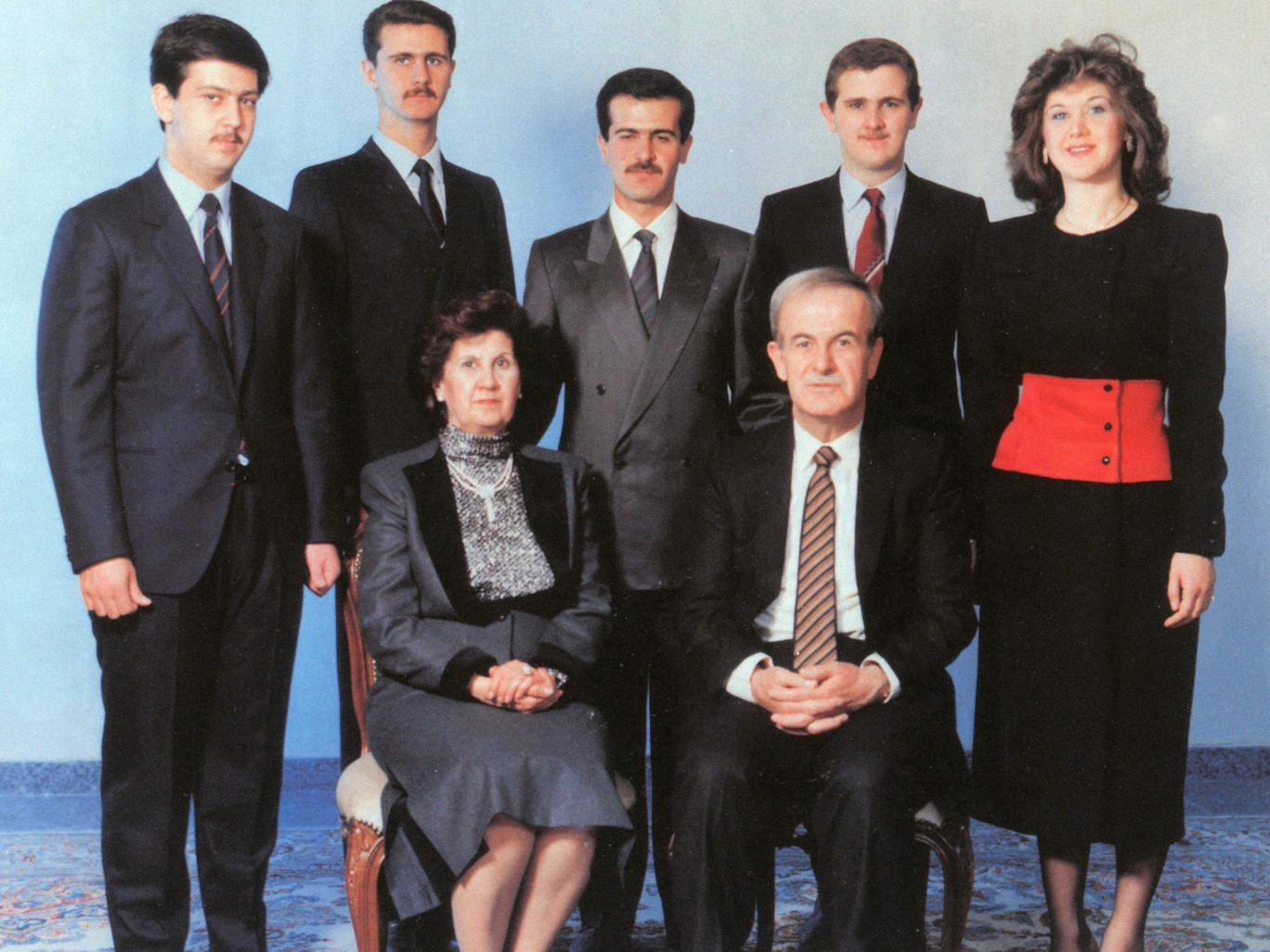
1994年以前的阿薩德家族大合照，前排：哈菲茲及夫人阿妮莎·马赫卢夫；后排从左到右（四子一女）：马希尔、巴沙尔、巴塞勒、马吉德、布莎拉

阿萨德家族（آل الأسد）家族发源地位于叙利亚西北部拉塔基亚港的卡爾達哈。他们是属于少数教派阿拉维派的一个分支，隶属于卡尔比亚部落。家族可以追溯到阿里·蘇萊曼（1875－1963年），他于1927年將姓氏改为阿萨德（阿拉伯语中的意思是“狮子”）。目前所有的家族成员都是阿里·苏莱曼及其二房妻子娜伊莎（她出自安努萨里耶山脉地区的一个阿拉维派家庭）的后代。
该家族人士自从哈菲兹因為纠正运动而上台一直到复兴党政权覆灭，控制着叙利亚党政军的各方面权力，而进行着专制獨裁统治。
哈菲兹·阿萨德于1970年發動纠正运动政變奪權成为总统后一直統治叙利亚阿拉伯共和国到2000年；哈菲兹次子巴沙尔·阿萨德在2000年父親去世後继任总统直到2024年被推翻。
2024年12月8日，大马士革在反对派攻势中陷落，巴沙尔·阿萨德举家流亡俄罗斯莫斯科。

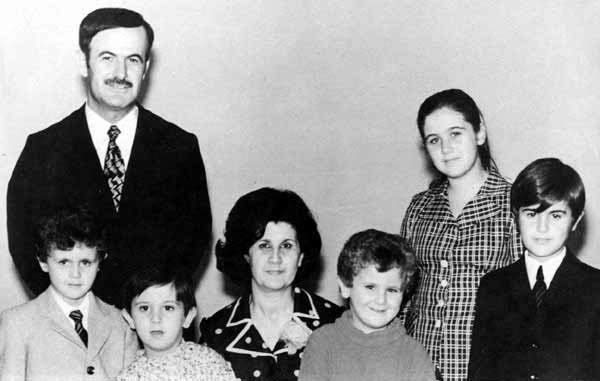
1970年代早期哈菲兹·阿萨德总统和他的家庭成员，从左到右分别为:巴沙尔、马希尔、阿妮莎·马赫鲁夫夫人、马吉德、布莎拉、巴塞勒

## 哈菲兹家族成员
- 哈菲兹·阿萨德（1930年10月6日－2000年6月10日），1970年發動纠正运动取得政權，出任總理兼國防部長，1971改任总统，一直實行獨裁統治，連任四屆，2000年去世。他的妻子是阿妮莎·马赫卢夫（Anisa Makhlouf，1930年11月5日－2016年2月6日），前敘利亞第一夫人。
  - 布什拉·阿萨德，哈菲兹最早的一个孩子，她还是婴儿时就去世了（1960年前）。[7]；
  - 布莎拉·阿萨德（1960年10月24日－）是一名药剂师，她嫁给了阿塞夫·肖卡特（1950年1月15日－2012年7月18日）[7]；
  - 巴塞勒·阿萨德（1962年3月23日－1994年1月21日），长子，原本由哈菲兹·阿萨德欽點的总统继承人，死于车祸[8]；
  - 巴沙尔·阿萨德（1965年9月11日－），次子，2000年繼其父哈菲兹·阿萨德担任总统。在他哥哥去世之前，他是一名眼科医师。他妻子是阿斯玛·阿萨德（1975年8月11日－）。结婚以前她是一名银行投资家，两人有三个孩子[4]；
  - 马吉德·阿萨德（1966年－2009年），死于疾病[9][10][11]。他的妻子是鲁阿·艾尤布（Ru'a Ayyoub，1976年－），两人没有子女；
  - 马希尔·阿萨德（1967年12月8日－），叙共和国卫队的指挥官，是该国精锐部队──第四装甲部队司令，同时也领导秘密警察[12]。是复兴党中央委员会成员，个性好斗易怒[13][9]。

## 哈菲兹的兄弟姐妹
哈菲兹是家族第四个儿子，家族11名兄弟姐妹中排行第9。但除了他和两位弟弟之外，其他都没有详细记载，其中他的二弟贾米勒·阿萨德排行第10，生于1933年，到2004年因病去世。幼弟是排行第11的里法特·阿萨德，曾经被认为是其接班人之一，但后来失势。此外，其同父异母的哥哥艾哈迈德·阿萨德有子希拉尔·阿萨德，孙苏莱曼·希拉尔·阿萨德。

## 马赫卢夫家族
哈菲兹之妻阿妮莎·马赫卢夫的弟弟穆罕默德·马赫卢夫有子哈菲兹·马赫卢夫和拉米·马赫卢夫等。